# 市村鶴蔵
市村 鶴蔵（いちむら つるぞう、1924年（大正13年）1月21日 - 2015年（平成27年）12月26日）は、歌舞伎役者。屋号は橘屋。定紋は浮線橘。伝統歌舞伎保存会会員。本名は秋田 幸夫（あきた ゆきお）。

## 来歴・人物
1924年（大正13年）東京に生まれる。永田町小学校卒業。小学校では人間国宝15代目杵屋喜三郎と同級で仲の良い友人であった。祖父は4代目尾上菊三郎。1930年（昭和5年）、6代目尾上菊五郎の実妹の養子となり、東京劇場『お祭佐七』の鳶頭の倅（せがれ）で坂東亀之助の名で初舞台を踏んだ。1971年（昭和46年）、歌舞伎座『落人』の伴内で初代市村鶴蔵と改名した。晩年は体調を崩し、長らく舞台から遠ざかった。2003年（平成15年）、歌舞伎座『助六由縁江戸桜』遣手お辰が生前最後の舞台となる。
1972年（昭和47年）、伝統歌舞伎保存会会員の第二次認定を受ける。重要無形文化財「歌舞伎」総合認定保持者。

## 受賞歴
- 1975年 国立劇場特別賞
- 1980年 国立劇場特別賞
- 1984年 国立劇場奨励賞
- 1997年 国立劇場優秀賞

## 当たり役
菊五郎劇団の老巧で、老け役などに欠かせない存在だった。『白浪五人男』浜松屋番頭や『魚屋宗五郎』父親太兵衛、『髪結新三』家主女房おかく等、多数。